# 弗龙特奈
弗龙特奈（法語：Frontenay，法語發音：[fʁɔ̃tnɛ]）是法国汝拉省的一个市镇，属于隆斯勒索涅区。

## 地理
弗龙特奈（46°47'8"N, 5°36'51"E）面积8.13 平方千米，位于法国勃艮第-弗朗什-孔泰大區汝拉省，该省份为法国东部内陆省份，北起上索恩省，西北接科多尔省，西临索恩-卢瓦尔省，南至安省，东与杜省和瑞士接壤。
与弗龙特奈接壤的市镇（或旧市镇、城区）包括：圣拉曼、沙隆堡、栋布朗、勒菲耶、塞耶河畔拉杜瓦、默内特吕-勒维尼奥布勒、米耶里、帕斯南、普拉讷、圣洛坦。

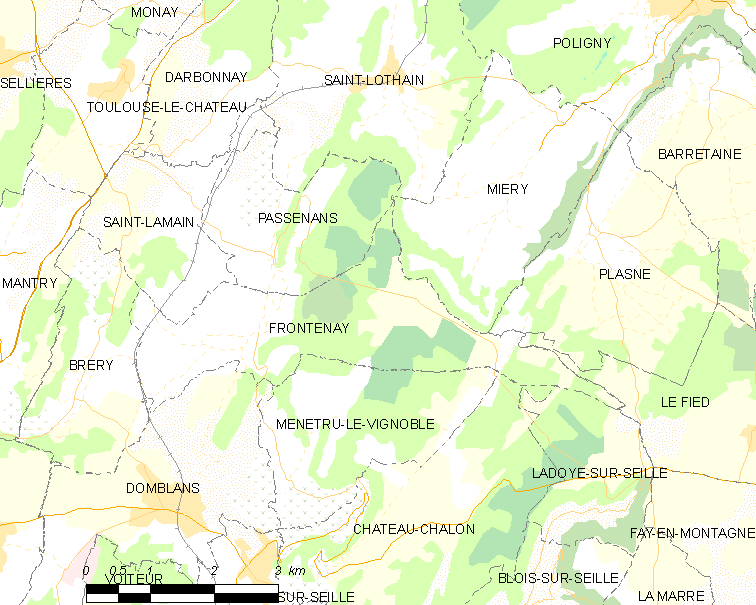
弗龙特奈的OSM定位图

弗龙特奈的时区为UTC+01:00、UTC+02:00（夏令时）。

## 行政
弗龙特奈的邮政编码为39210，INSEE市镇编码为39244。

## 政治
弗龙特奈所属的省级选区为波利尼县。

## 人口

1962-2008年间弗龙特奈人口变化图示

弗龙特奈于2022年1月1日时的人口数量为161人。